# Bețalel Zeev Șafran
Bețalel Zeev Șafran (n. 1867, Pomoreanî, Raionul Zboriv, Regiunea Ternopil, Ucraina – d. 1929, Bacău, România)  a fost un rabin român, originar din Galiția. Discipol al lui Abraham Matitiahu Friedman, el a fost rabin al evreilor din Bacău pentru o perioadă de peste 40 de ani, refuzând oferta de a fi rabin șef la Cernăuți. Este considerat o figură importantă a iudaismului ortodox din acea perioadă. El a fost tatăl rabinului Alexandru Șafran.

## Biografie
Bețalel Zeev Șafran (prescurtat: Rabaz) s-a născut în 1866 sau 1867 la Pomoreanî (Pomorzany) în Regatul Galiției și Lodomeriei din posesiunile Coroanei Austriece (Cisleithania) în cadrul Imperiului Austriac, ca fiu al rabinului Hanoch Henich Șafran și al soției sale, Alte Rivka.  
Dupa ce a primit autorizația de rabin de la mentorii săi, rabinii Itzhak Aharon Itinga (Ettinger) și Yaakov Weidenfeld, din 1887 Safran a păstorit ca rabin la Sculeni în România și imediat după aceea, la Ștefănești, unde a devenit elevul țadicului admor din Ștefănești, rabi Avraham Matityahu Friedmann. Din 1905 a devenit rabin la Bacău, unde a trăit și activat tot restul vieții. Șafran a devenit cunoscut, de aceea, și datorită prestigiului său ca învățat, sub denumirea de „Gaonul din Bacău” („gaon” însemnând „geniu” în limba ebraică). În cei patruzeci de ani de păstorire a fost recunoscut ca una din cele mai remarcabile autorități spirituale ale iudaismului religios din România și în vremea sa, o mare parte a rabinilor ortodocși din această țară au primit autorizația rabinică din mâinile sale. A fost apreciat pentru responsele rabinice ce i-au fost solicitate de evrei  din întreaga Românie și din străinătate. A acordat mare atenție rezolvării problemei femeilor denumite agunot, al căror soți erau dați dispăruți în cursul Primului război mondial. A refuzat postul de șef rabin al Cernăuțiului și a preferat să rămână la Bacău.  
Șafran a fost unul dintre întemeietorii Asociației rabinilor din România. El a simpatizat cu mișcarea sionistă, mai ales cu curentul sionist religios și a combatut asimilaționismul și abandonarea religiei de către generația tânără. 
În timpul Primului Război Mondial s-au impus restrictii grele asupra evreilor din Bacău, care au fost anulate de generalul Alexandru Averescu după ce l-a primit în audiență pe Safran și a fost impresionat de argumentele și personalitatea sa.
Bețalel Safran a murit în anul 1929 la Bacău. La înmormântarea sa a rostit un necrolog Șef rabinul României, dr Iacob Ițhak Niemirower. 
Responsele lui Șafran au fost editate în trei volume intitulate „Shot HaRabaz” . Primul volum a fost tipărit la Varșovia în anul 1930 ,imediat după moartea sa. Următoarele două volume au apărut mai târziu, în Israel,sub îngrijirea fiilor săi,

### Viața privată
Un frate al sau, Ițhak Șafran, a fost rabin al evreilor din Huseatîn. Alt frate a fost rabin la Pomorzany,
Prima sa soție a fost Sara Mina (1866-1908), fiica rabinului David Marmor din Ternopol, iar a doua soție, care i-a supraviețuit, a fost Finkel născută Reinholz. Ea a decedat în 1955 în Israel.

#### Copiii
- de la prima sa soție, Sara Mina, a avut patru fii și trei fiice:
  - Hanokh Heinikh Shafran (1887-1959) - a fost rabin și președintele tribunalului religios iudaic la București, în 1950 a emigrat în Israel si a păstorit ca rabin la Ierusalim
  - rabinul Pinhas Zelig Shafran (1894-1975),a fost rabin la București, apoi a emigrat în Israel
  - rabinul Avraham Yehoshua Heshel Shafran (1894-1945) a fost rabin la Leipzig
  - Sofie Zisel Maier (1890-1967) măritată cu rabinul dr.Reuben Meier, au trăit în S.U.A.
  - Haya Elka  (1895-1968)- căsătorită întâi Derbaremdiker, și apoi cu rabinul Alter Haim Bierbreyer (1880- 194...?), care a pierit în Holocaust în Transnistria
  - Hava Pechthalt (1903-1990)
  - Menahem Kave Dov Șafran (1912-1979)- rabin la Ploiești si apoi la Tel Aviv, tatăl rabinului Igal Shafran și al generalului Amikam Shafran din Israel

- de la a doua soție - doi fii și o fiică
  - Dr.Alexander Yehuda Shafran, locțiitor al tatălui său la Bacău, apoi Șef rabin al evreilor din România (1939-1947), si dupa aceea șef rabin al Genevei
  - Dr.Yosef Shafran (1911-2001) rabin la Iași (vreme de 8 ani), apoi la rabinatul orașului Tel Aviv, mai târziu, rabin la New York și profesor de pedagogie la Yeshiva University din New York
  - Rebeca Rosenbach (1900-1941)

## Cărți
- Shot Harabaz (Sheelot uteshuvot - Response rabinice) 3 volume (vol.1 publicat la Varșovia în 1930), vol.2-3 în Israel (Ierusalim 1962, Bnei Brak 1979)
- Mishnat Harabaz (Învățatura lui Rabaz)  - note pe lângă Shulhan Arukh și anexele acestuia, partea I, Institutul Merhavim, Ierusalim 2022.
- Doresh letzion - articol de elogiu al sionismului in Minhat Azkara, publicat la Seini, 1933  [דורש לציון'

## In memoriam
- La 14 al lunii Kislev în anul 2016, la a 87-a aniversare a morții sale, o stradă din Ierusalim a fost numită în amintirea sa - strada Harav Shafran.